# Arnould Moreaux
Arnould Moreaux, parfois orthographié Arnoult,ou Arnold Moreaux, est un artiste français né en 1875 et mort en 1960. Peintre et illustrateur, il est surtout connu pour ses ouvrages d’anatomie artistique, largement utilisés dans l’enseignement artistique au XXᵉ siècle. Il a également déposé plusieurs brevets en France et à l’étranger, notamment dans les domaines naval et technologique.

## Biographie

### Formation artistique et carrière de peintre
Arnould Louis Moreaux est né à Paris le 7 février 1875 dans le 11e arrondissement, de Pierre Arnould Moreaux, métreur, et de Catherine Camille Bazire. Il épouse le samedi 16 août 1919 Alice Boivin, née en 1892, fille de Paul Boivin, agent général d'assurances, en l'église Sainte-Eusèbe d'Auxerre.
Moreaux intègre les Beaux-Arts de Paris en juillet 1892 et entame sa formation dans ce cadre institutionnel. Élève de Jean-Léon Gérôme, il reçoit en 1894 une médaille au concours d'anatomie et de perspective, ainsi que le prix supérieur de perspective Fortin d’Ivry, fondé en 1849, et décerné dans la catégorie « Fondations et legs ». En 1895, il obtient une bourse de 600 francs attribuée par la 4ᵉ Commission pour les bourses artistiques du Département.

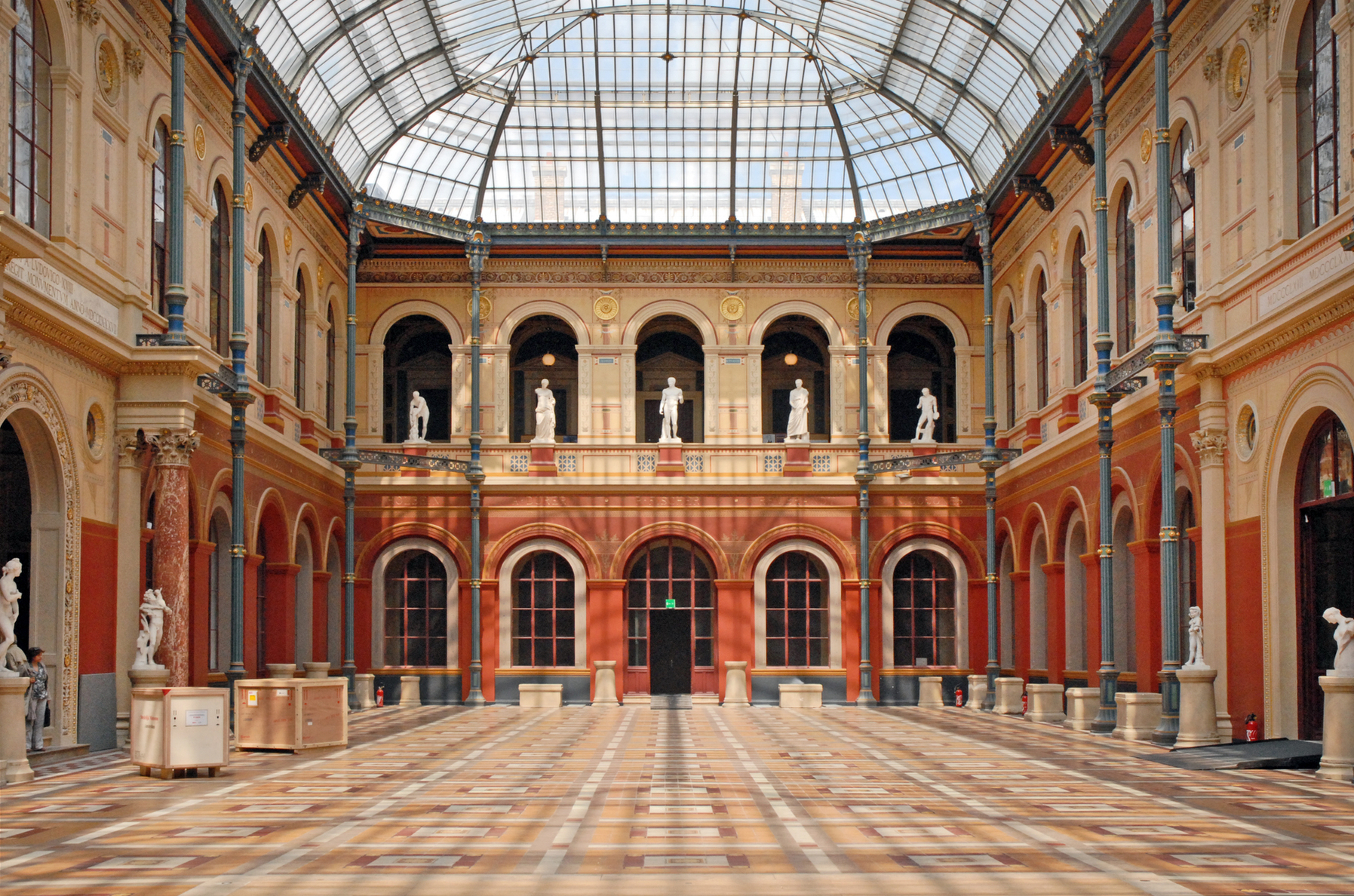
La cour vitrée du Palais des études (1839) - Beaux-Arts de Paris.

Dès 1896, il est mentionné comme sociétaire des Artistes français et réside au 68 rue de l'Église, à Paris, dans le 15ᵉ arrondissement. En 1900, il reçoit le prix supérieur d’anatomie Huguier, fondé en 1874, également dans la catégorie « Fondations et legs ».
Il participe au Salon des artistes français en 1903 avec une œuvre intitulée Légende de Saint Martin, pour laquelle il obtient une mention honorable. L'État en fait l’acquisition. Il est alors domicilié au 7 rue Belloni (actuelle rue d'Arsonval), à Paris, dans le 15ᵉ arrondissement'.

Nommé Peintre officiel de la Marine en 1911, référencé comme tel en 1913 ; son titre sera renouvelé en 1921 et 1931, avec pour corollaire d'être cité parmi d'autres artistes dont Paul Signac et Mathurin Méheut.

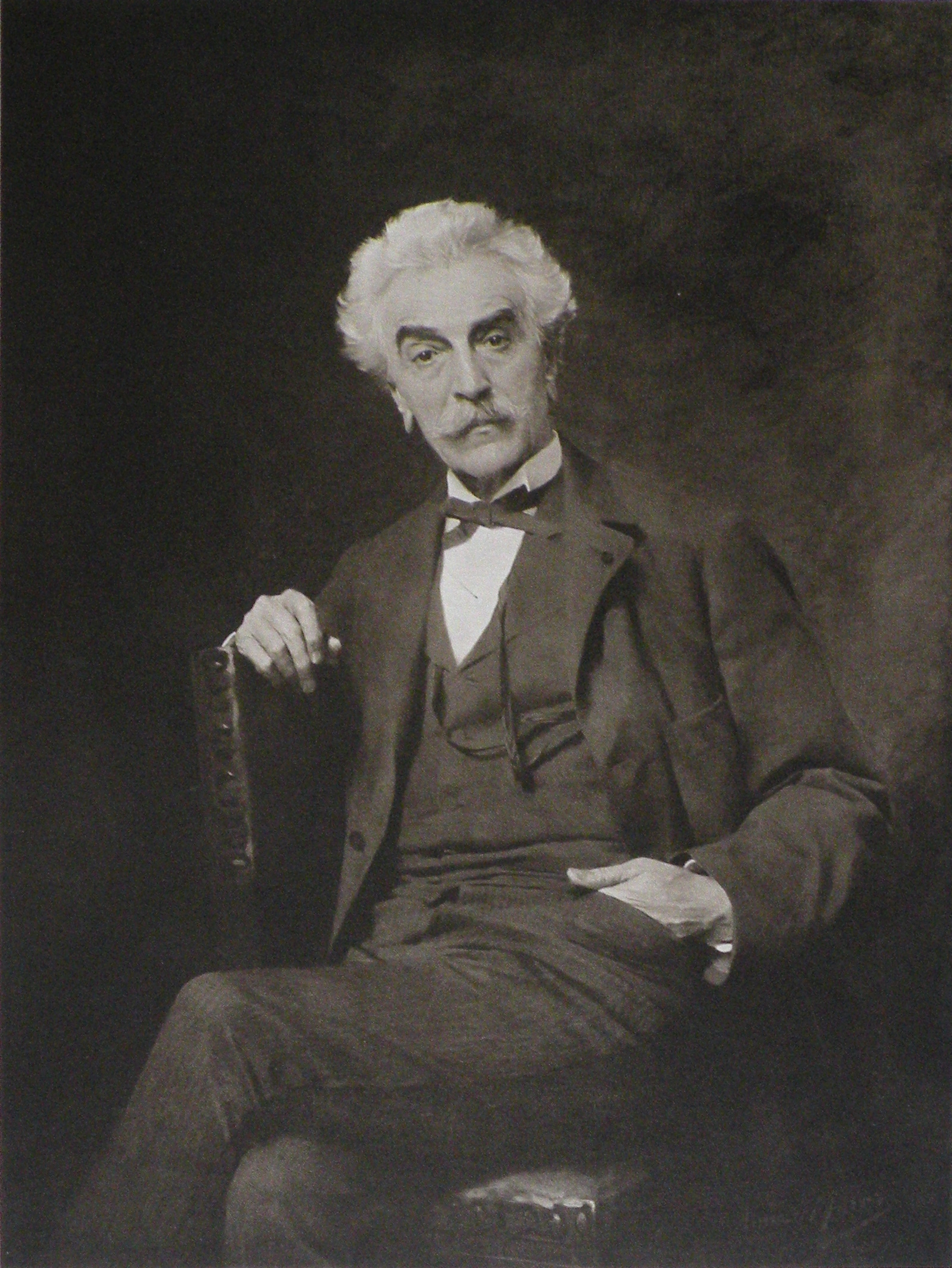
Portrait de Jean-Léon Gérôme (1824-1904) par Aimé-Nicolas Morot, 1897.

Durant toute cette époque, il met son talent d’illustrateur au service d’une grande variété de publications : des journaux périodiques comme La Croix Illustrée ou Lecture pour tous, avec des articles variés, dont certains consacrés à la découverte du monde maritime, ; des ouvrages de pièces de théâtre en collaboration avec Paul Hervieu ; ainsi que des œuvres de science-fiction, réalisées avec Octave Belliard ;  puis avec l’abbé Théophile Moreux.
Lors du recensement de 1931, Moreaux et son épouse sont domiciliés au 2 rue Fantin à Auteuil, dans le 16ᵉ arrondissement de Paris.
En 1934, il expose au Salon des artistes français une œuvre intitulée Saint-Martin au nom de Moreaux Arnould-Louis ; il habite alors au 8 rue Liot à Boulogne-Billancourt.
Arnould Moreaux décède à Paris le 21 octobre 1960, au 37 rue des Volontaires dans le 15e arrondissement, alors domicilié à Auxerre (Yonne), au 1 bis rue du 24 août. Il repose au cimetière Dunand (Saint-Amâtre) à Auxerre,.

### Style et influence
Le style de Moreaux s’inscrit dans la tradition académique française, influencée par l’enseignement dispensé à l’École des beaux-arts de Paris à la fin du XIXᵉ siècle. Ses dessins se caractérisent par une grande précision anatomique, une clarté pédagogique et une esthétique sobre, conçue pour former le regard artistique et faciliter l’apprentissage.

L’enseignement de l’anatomie artistique, déjà pratiqué à l’Académie royale de peinture et de sculpture depuis le XVIIᵉ siècle, est institutionnalisé à partir de 1766 dans le cadre d’une réforme qui confie cet enseignement à des professionnels issus du monde médical. Cette orientation se poursuit au XIXᵉ siècle à l’École des beaux-arts de Paris, où l’anatomie est considérée comme une discipline fondamentale dans la formation des artistes. Le programme repose principalement sur l’étude de l’ostéologie et de la myologie, et combine cours théoriques et exercices de dessin.

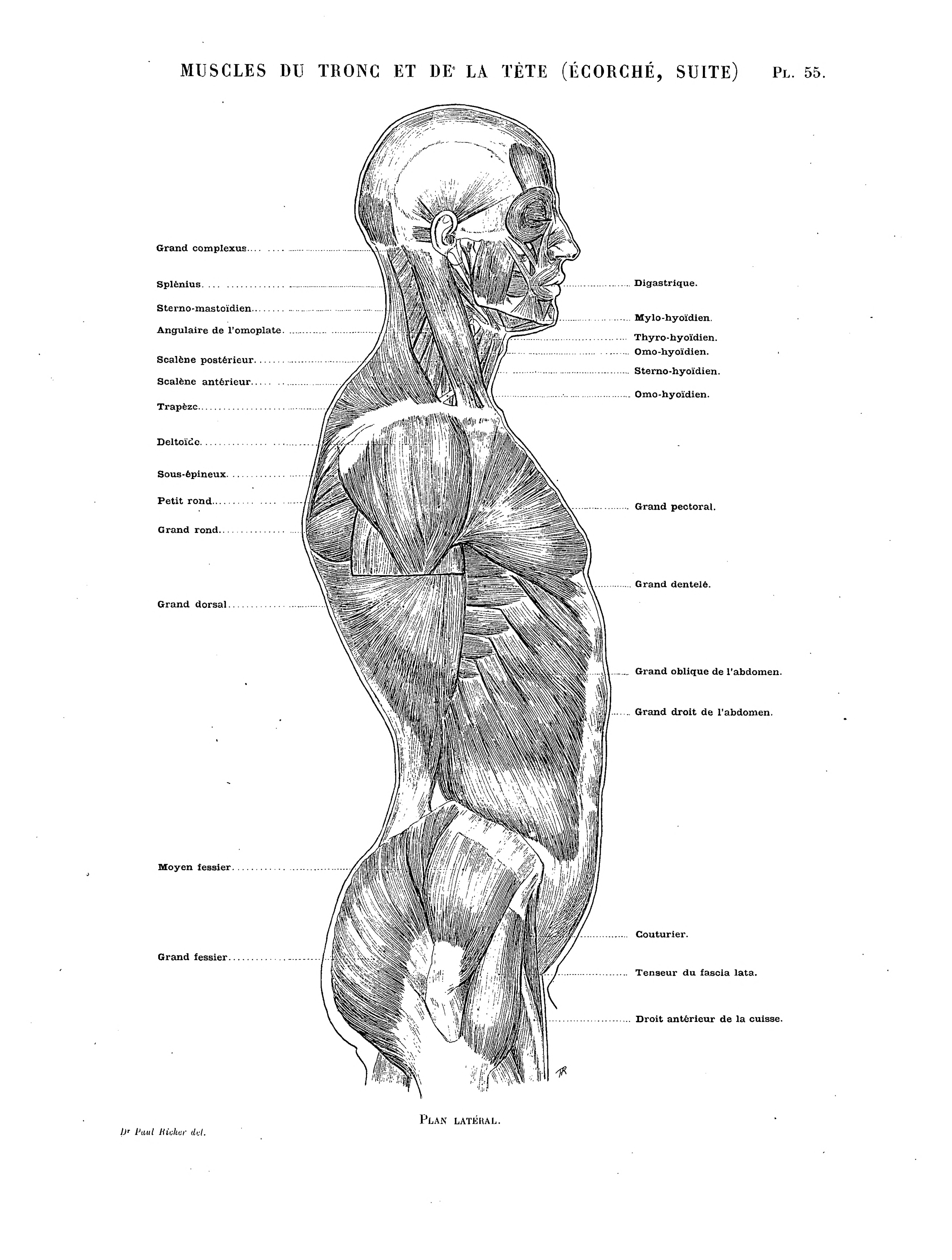
Planche de lAnatomie artistique de Paul Richer (1849-1933), 1890.

L’enseignement donne lieu à plusieurs concours internes, tels que la médaille d’anatomie ou le prix supérieur d’anatomie Huguier, et s’appuie sur une importante collection pédagogique progressivement constituée au sein de l’École. Regroupée dans la Galerie Huguier, cette collection tire son nom de Pierre-Charles Huguier, médecin et professeur d’anatomie ayant marqué l’institution au XIXᵉ siècle.
L'œuvre de Moreaux prolonge l’héritage de figures telles que Paul Richer, professeur d’anatomie artistique à l’École et auteur de plusieurs traités de référence, ou Mathias-Marie Duval, dont les publications illustrées ont largement influencé l’enseignement de l’anatomie pour les artistes. À leur suite, il développe une production à la fois scientifique et artistique, mettant son talent de dessinateur au service de l’enseignement, de la vulgarisation et de la recherche iconographique appliquée au corps humain.
Au début du XXᵉ siècle (vers 1910–1915), il réalise deux ensembles de dessins détaillées d’opérations chirurgicales — notamment une greffe d’ovaires et une thyroïdectomie pratiquées par le Dr Serge Voronoff —, exécutées au fusain, à la sanguine, à la plume, au lavis et avec des rehauts de gouache. Ces planches, d’une grande précision, témoignent déja de sa maîtrise technique.

Dans la préface de l'Atlas d'anatomie humaine, publiée dans l'Encyclopédie thématique universelle (vol. 6, Bordas, 1974), Roger Caratani fait référence au traité d'Anatomie humaine descriptive, topographique et fonctionnelle de Rouvière, édité par Masson et Cie à Paris. Il y met en lumière le fait que :

« Les dessins de cet ouvrage sont l'œuvre d'un artiste de grand talent, Arnould Moreaux, élève de Mathias Duval, et qui fut le dessinateur attitré de grands anatomistes comme Farabeuf, Cuneo, Rouvière, Hovelacque. Ils sont faits d'après nature ou reprennent, en en modifiant le style, les lithographies de Jacob. »

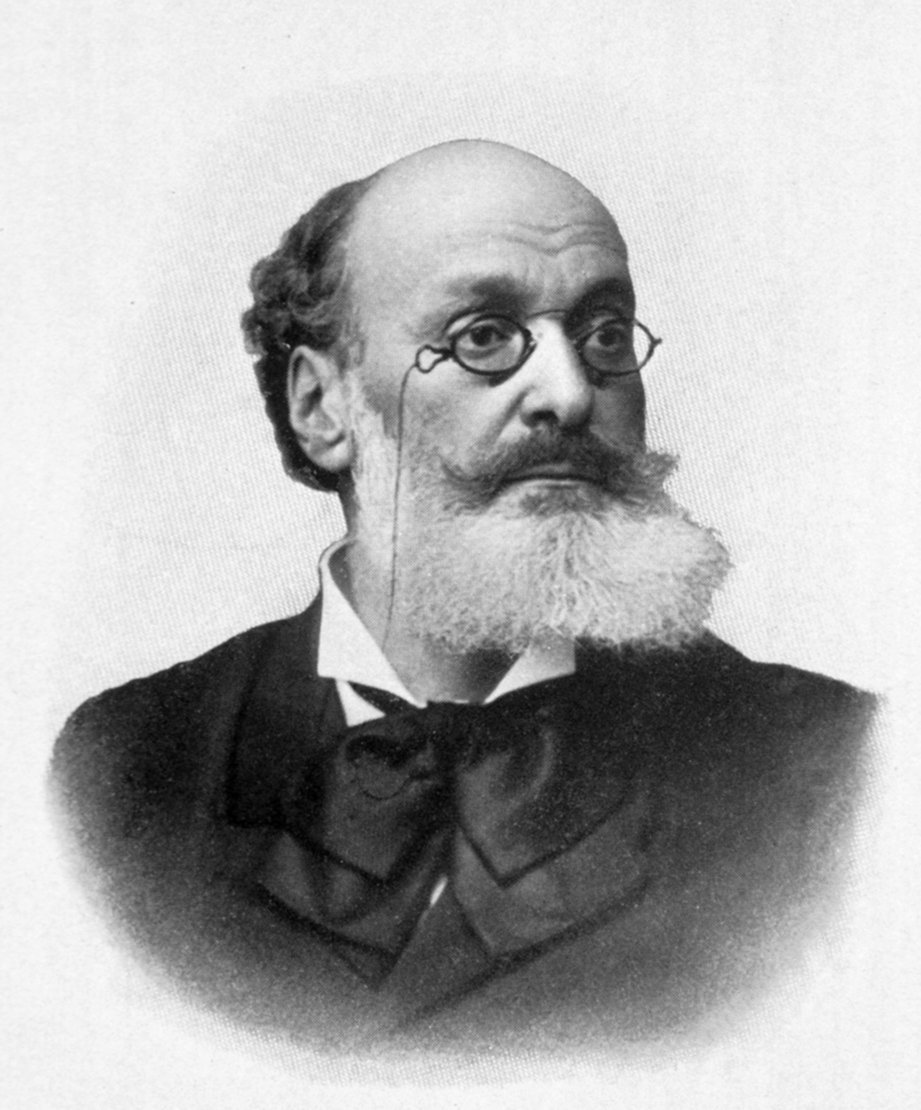
Mathias-Marie Duval (1844-1907).

— Roger Caratani

Il est l'auteur en 1947 d'Anatomie Artistique de l'Homme, précis d'anatomie osseuse et musculaire, édité par la Librairie Maloine, ouvrage couronné par l'Académie des Beaux-Arts, mentionné fréquemment prix Thorley, mais plus vraisemblablement prix Thorlet en 1948. La préface signée par Charles Laubry, professeur à la Faculté de médecine, Membre de l'Institut et de l'Académie de Médecine, évoque son maître Mathias-Marie Duval :

« Car si le penchant de ce peintre, de ce dessinateur consommé qu'est Moreaux, s'est pleinement satisfait dans la fréquentation de son amphithéâtre, il était né en réalité à l'École des Beaux-Arts. Un autre que moi le lui avait inculqué : j'ai nommé Mathias Duval dans l'admiration duquel nous avons tous deux communié. »

— Charles Laubry
Cet ouvrage, le plus diffusé, intitulé Anatomie artistique de l’homme, a fait l’objet de nombreuses rééditions au XXᵉ siècle, notamment par les éditions Maloine. Il a été traduit en espagnol en 1981 par les éditions Norma, sous le titre Anatomía artística del hombre par le docteur Juan Sobrado Perez, alors professeur adjoint de la chaire II d’anatomie de la faculté de médecine et professeur intérimaire d’anatomie artistique de la faculté des beaux-arts de l’Université Complutense de Madrid.

### Récompenses
Lauréat de l'Institut, et lauréat de l'École des Beaux-Arts, pour ses travaux en Anatomie artistique.
- 1894 : médailles en anatomie et en perspective, prix supérieur de perspective Fortin d'Ivry[8].
- 1900 : 6ᵉ prix de la Fondation Chenavard, fondé en 1883, prix supérieur d'anatomie Huguier[8],[32],[33].
- 1901 : 2ᵉ seconde médaille au Concours de composition décorative[8].
- 1903 : mention honorable au Salon des Artistes Français, pour la Légende de Saint-Martin[11].
- 1911 : nomination comme Peintre officiel de la marine.
- 1948 : prix Thorlet (décerné à la séance de l'Académie des beaux-arts du mercredi 9 juin 1948, pour l'ouvrage Anatomie artistique et renseigné vraisemblablement par erreur au nom de G. Moreau ?)[34],[35].
- 1957 : prix Thérèse Aubin-Mounier.

### Sélection de livres illustrés

#### Comme illustrateur
- (de) Käthe Schirmacher (ill. Arnould Moreaux et F. Marks), Paris !, A. Schall, Berlin,1900, 364 p[36].
- Paul Hervieu (ill. Arnould Moreaux, Léonce Burret), L'Énigme et Théroigne de Méricourt , Paris, Arthème Fayard, Modern-Théatre, sd, 104 p[20].
- Paul Hervieu (ill. Arnould Moreaux), Le Dédale et Modestie, Paris, Arthème Fayard, Modern-Théatre, sd, 96 p.
- Lectures pour tous : revue universelle et populaire illustrée, Hachette, 1er octobre 1910 (A13,N1) - 1er avril 1911 (A13,N7). Comprend notamment :
  - De l'aile vivante à l'aéroplane par P. Hachet-Souplet ;
  - Dans la chaufferie d'un Torpilleur ;
  - La Journée d'un Parisien au XXIe Siècle par Octave Belliard (ill. Arnould Moreaux, Biron-Roger)[18],[21].
- Théophile Moreux (ill. attribué à Arnould Moreaux), Les reportages extraordinaires de Julius Snow : le miroir sombre ; l'énigme martienne, Paris, P. Lethielleux, 1911[22],[37],[38].
- Lecture pour tous : revue universelle et populaire illustrée, Hachette, 1er avril 1912 (A14,N7) - 1er août 1912 (A14,N11). Comprend notamment :
  - Les Francs-Tireurs de la Mer.
  - La Rançon des Victoires Maritimes[19].

#### Comme illustrateur en anatomie
- André Hovelacque, Olivier Monod, Henri Evrard (ill. Arnould Moreaux), Treize Coupes horizontales du thorax, Paris, Maloine, 1938[39],[40].

#### Comme auteur
- Arnould Moreaux, Anatomie Artistique de l'Homme, précis d'anatomie osseuse et musculaire, Maloine, 1ᵉ édition, 1947, 367 p[31].

### Œuvres répertoriées

#### Illustrations
- Les Barbares. Nouvel opéra de M. Camille Saint-Saëns (Acte II, scène V). Les barbares vont envahir les arènes d'Orange où les Vestales se sont réfugiées : illustration publiée dans un article intitulé "Autour des Premières", (ill. Arn. Moreaux, Émile Vidal) ; impression photomécanique[41].

#### Peintures et autres travaux artistiques
- Portrait d'Henri Rapin (1873-1939), dessin au fusain par Arnould Moreaux[42].
- Légende de Saint-Martin, huile sur toile, 1,37 x 2,20, musée de Cholet, Maine et Loire[43].
- Joueur de guitare espagnol, jadis au musée de Caen (détruit)[44].

## De l’illustration à l’innovation industrielle
Pierre-Arnould Moreaux, le père d'Arnould-Louis, avait déjà marqué le domaine de l'innovation en déposant des brevets en Allemagne dès 1886' et en 1888 en Grande-Bretagne. Ses inventions, notamment des améliorations pour les cafetières et théières, ont été enregistrées dans des publications officielles.
Initié dès son jeune âge à l'innovation par les travaux de son père, Arnould-Louis, formé aux beaux-arts et reconnu pour ses talents de dessinateur et d’illustrateur, se situe à la croisée de l’art et de la science. Il développe une connaissance approfondie de la mécanique du mouvement et de la morphologie, notamment dans ses dimensions fonctionnelles. Entre 1903 et 1958, il dépose une dizaine de brevets en France, au Royaume-Uni et aux États-Unis. Ses inventions couvrent des domaines variés, allant des moteurs thermiques à la construction navale, en passant par divers dispositifs mécaniques ou techniques.
Au fil des années, son intérêt pour les techniques industrielles et les applications pratiques de la mécanique s’affirme. Il met ses compétences au service de l’innovation, notamment dans le domaine de la construction mécanique et navale. En 1922, il collabore avec le chantier naval Joyeux Fils, à Morlaix, en qualité d'architecte naval,.

### Brevets

#### Moteurs thermiques et métallurgie (1903–1909)
- FR 336402A, déposé le 02 novembre 1903 — Perfectionnements aux paumelles dites va-et-vient appliquées aux portes à trois ou quatre vantaux[51].
- US 828762A, déposé le 25 octobre 1904 — Hinge[52].
- FR 4205E, déposé le 27 décembre 1904 — Perfectionnements aux paumelles dites va-et-vient appliquées aux portes à trois ou quatre vantaux[53].
- FR 371561A, déposé le 26 janvier 1906 — Serrure bec de canne[54].
- GB 190825304A, déposé le 28 novembre 1907 — Improvements in the Manufacture of Heat Engines[55].
- FR 398138A, déposé le 18 novembre 1908 — Procédé de fabrication des moteurs thermiques. Sur déclaration du déposant, brevet initialement déposé en Belgique en date du 28 novembre 1907[56].

Avec ce brevet, Arnould Louis Moreaux propose la fabrication de moteurs thermiques — à combustion interne ou à vapeur — entièrement réalisés en aluminium, avec un revêtement électrolytique de métaux durs (fer, nickel ou cuivre) sur les pièces en friction, en particulier les cylindres et les pistons. Le revêtement en fer peut être transformé en acier par cémentation. Il vise à améliorer la légèreté, la dissipation thermique et la durabilité des moteurs. Ce brevet illustre le virage technique d’un artiste devenu également inventeur.

#### Construction navale en béton armé (1918–1922)
- FR 522109A, déposé  le 26 août 1918 — Coque de bateau[57].

Ce brevet décrit la construction de coques de bateaux en béton armé, en alternative au bois ou au métal. Il repose sur l’usage de coffrages et de formes adaptées à la résistance mécanique à la mer.
- FR 24632E, déposé le 20 septembre 1918 — Perfectionnements à la structure de coques de bateau[58].

Cette innovation concerne une amélioration de la disposition des armatures métalliques à l’intérieur du béton, pour une meilleure cohésion structurelle.

#### Inventions ultérieures (1948–1958)
- FR 971161A, déposé le 20 août 1948 — Procédé de construction des embarcations et navires métalliques[59].
- FR 1206295A, déposé le 08 juillet 1958 — Cafetière à filtrage facultatif[60].
- FR 74174E, déposé le 15 septembre 1958 — Cafetière à filtrage facultatif[61].